# SN 2001ew
SN 2001ew – supernowa typu Ia odkryta 9 października 2001 roku w galaktyce A031306+4226. W momencie odkrycia miała maksymalną jasność 17,00m.